# Sam Adekugbe
Sam Adekugbe, né le 16 janvier 1995 à Londres en Angleterre, est un joueur international canadien de soccer. Il évolue au poste d'arrière gauche aux Whitecaps de Vancouver en MLS.

## Biographie

### Parcours en club
Le 28 août 2013, Adekugbe signe un contrat Homegrown Player avec son club formateur des Whitecaps de Vancouver. Puis, le 27 octobre, il fait ses débuts en MLS face aux Rapids du Colorado, lors d'une victoire 3-0.
Le 15 juillet 2016, il est prêté au Brighton & Hove Albion qui évolue en Championship,. 
Le 9 août, il fait ses débuts en Coupe de la Ligue contre Colchester United, lors d'une victoire 4-0,,. Puis, le 23 août, il inscrit son premier but contre Oxford United lors d'un match de la Coupe de la Ligue (victoire 4-2),.
Le 14 janvier 2017, il dispute son seul match en Championship contre Preston North End, lors d'une défaite 2-0. Puis, le 25 juillet 2017, il est prêté avec option d’achat à l'IFK Göteborg,.
Le 8 janvier 2018, il est transféré au Vålerenga et signe un contrat de quatre ans avec le club de la capitale,.
Près de six ans avec son départ des Whitecaps de Vancouver, il retourne dans son club formateur le 3 août 2023 et signe un contrat jusqu'en 2026. Dans cette transaction, le montant du transfert depuis Hatayspor est estimé à un million d'euros.

### Parcours en sélection
Sam Adekugbe est éligible pour représenter l'Angleterre, le Nigeria ou le Canada en équipe nationale,. Puis, il annonce qu'il a choisi la sélection canadienne.
Avec l'équipe du Canada des moins de 20 ans, il dispute le championnat de la CONCACAF des moins de 20 ans en 2015.
Il est convoqué pour la première fois en équipe du Canada par le sélectionneur national Benito Floro, pour un match des éliminatoires de la coupe du monde 2018 contre le Belize le 8 septembre 2015,. Lors de ce match, il entre à la 82e minute de la rencontre, à la place de Nikolas Ledgerwood. Le match se solde par un match nul de 1-1,.
Le 27 juin 2017, il fait partie des 23 appelés par le sélectionneur national Octavio Zambrano pour la Gold Cup 2017.
Le 13 novembre 2022, il fait partie des vingt-trois joueurs canadiens sélectionnés par John Herdman pour disputer la Coupe du monde 2022.

## Palmarès
Il est vainqueur du championnat canadien en 2015 avec les Whitecaps de Vancouver en battant l'Impact de Montréal en finale. Huit ans plus tard, il est sacré champion de Turquie 2022-2023 avec le Galatasaray SK.

## Statistiques

### Statistiques détaillées
| Saison                | Club                          | Championnat           | Championnat | Championnat | Championnat | Coupe(s) nationale(s) | Coupe(s) nationale(s) | Coupe(s) nationale(s) | Compétition(s) continentale(s) | Compétition(s) continentale(s) | Compétition(s) continentale(s) | Compétition(s) continentale(s) | Séries | Séries | Séries | Total | Total | Total |
| Saison                | Club                          | Division              | M.          | B.          | P.d.        | M.                    | B.                    | P.d.                  | Comp.                          | M.                             | B.                             | P.d.                           | M.     | B.     | P.d.   | M.    | B.    | P.d.  |
| 2013                  | Whitecaps de Vancouver        | MLS                   | 1           | 0           | 0           | -                     | -                     | -                     | -                              | -                              | -                              | -                              | -      | -      | -      | 1     | 0     | 0     |
| 2014                  | Whitecaps de Vancouver        | MLS                   | 4           | 0           | 0           | -                     | -                     | -                     | -                              | -                              | -                              | -                              | 0      | 0      | 0      | 4     | 0     | 0     |
| 2015                  | Whitecaps de Vancouver        | MLS                   | 9           | 0           | 0           | 1                     | 0                     | 0                     | LCC                            | 4                              | 0                              | 0                              | -      | -      | -      | 14    | 0     | 0     |
| 2016                  | Whitecaps de Vancouver        | MLS                   | 2           | 0           | 0           | 2                     | 0                     | 0                     | -                              | -                              | -                              | -                              | -      | -      | -      | 4     | 0     | 0     |
| Sous-total            | Sous-total                    | Sous-total            | 16          | 0           | 0           | 3                     | 0                     | 0                     | -                              | 4                              | 0                              | 0                              | 0      | 0      | 0      | 23    | 0     | 0     |
| 2016-2017             | Brighton & Hove Albion (prêt) | Championship          | 1           | 0           | 0           | 4                     | 1                     | 0                     | -                              | -                              | -                              | -                              | -      | -      | -      | 5     | 1     | 0     |
| 2017                  | IFK Göteborg (prêt)           | Allsvenskan           | 9           | 0           | 1           | 1                     | 0                     | 0                     | -                              | -                              | -                              | -                              | -      | -      | -      | 10    | 0     | 1     |
| 2018                  | Vålerenga IF                  | Eliteserien           | 27          | 0           | 1           | 3                     | 0                     | 1                     | -                              | -                              | -                              | -                              | -      | -      | -      | 30    | 0     | 2     |
| 2019                  | Vålerenga IF                  | Eliteserien           | 24          | 0           | 3           | 1                     | 0                     | 0                     | -                              | -                              | -                              | -                              | -      | -      | -      | 25    | 0     | 3     |
| 2020                  | Vålerenga IF                  | Eliteserien           | 26          | 0           | 1           | -                     | -                     | -                     | -                              | -                              | -                              | -                              | -      | -      | -      | 26    | 0     | 1     |
| 2021                  | Vålerenga IF                  | Eliteserien           | 12          | 0           | 0           | -                     | -                     | -                     | C4                             | 2                              | 0                              | 0                              | -      | -      | -      | 14    | 0     | 0     |
| Sous-total            | Sous-total                    | Sous-total            | 89          | 0           | 5           | 5                     | 0                     | 1                     | -                              | 2                              | 0                              | 0                              | -      | -      | -      | 96    | 0     | 6     |
| 2021-2022             | Hatayspor                     | Süper Lig             | 34          | 0           | 2           | 3                     | 0                     | 0                     | -                              | -                              | -                              | -                              | -      | -      | -      | 37    | 0     | 2     |
| 2022-2023             | Hatayspor                     | Süper Lig             | 18          | 0           | 0           | 1                     | 0                     | 0                     | -                              | -                              | -                              | -                              | -      | -      | -      | 19    | 0     | 0     |
| Sous-total            | Sous-total                    | Sous-total            | 52          | 0           | 2           | 4                     | 0                     | 0                     | -                              | -                              | -                              | -                              | -      | -      | -      | 56    | 0     | 2     |
| 2022-2023             | Galatasaray SK (prêt)         | Süper Lig             | 6           | 0           | 1           | -                     | -                     | -                     | -                              | -                              | -                              | -                              | -      | -      | -      | 6     | 0     | 1     |
| 2023                  | Whitecaps de Vancouver        | MLS                   | 10          | 0           | 1           | -                     | -                     | -                     | -                              | -                              | -                              | -                              | 2      | 1      | 0      | 12    | 1     | 1     |
| 2024                  | Whitecaps de Vancouver        | MLS                   | 16          | 1           | 2           | 2                     | 0                     | 0                     | LC                             | 1                              | 0                              | 0                              | 4      | 0      | 0      | 23    | 1     | 2     |
| 2025                  | Whitecaps de Vancouver        | MLS                   | 7           | 2           | 0           | 1                     | 1                     | 0                     | CCC                            | 4                              | 0                              | 0                              | -      | -      | -      | 12    | 3     | 0     |
| Sous-total            | Sous-total                    | Sous-total            | 33          | 3           | 3           | 3                     | 1                     | 0                     | -                              | 5                              | 0                              | 0                              | 6      | 1      | 0      | 47    | 5     | 3     |
| Total sur la carrière | Total sur la carrière         | Total sur la carrière | 206         | 3           | 12          | 19                    | 2                     | 1                     | -                              | 11                             | 0                              | 0                              | 6      | 1      | 0      | 242   | 6     | 13    |